# J Records
J Records était un label filiale de BMG créé par Clive Davis en 2000.
La première signature du label fut Alicia Keys et grâce au succès de cette dernière avec son premier album Songs in A Minor, le label put enregistrer de nombreuses signatures de prestige telles que Rod Stewart, Jamie Foxx ou Pearl Jam. Clive Davis qui venait de démissionner de chez Arista embarqua avec lui bon nombre d'artistes, surtout à vocation urbaine (hip-hop et r&b).
Depuis novembre 2008 et le rachat total de BMG par Sony Music l'écurie Arista Records a fusionné avec J Records et s'appelle désormais J-Arista Records.
Le 7 octobre 2011, il est annoncé que Jive Records, avec Arista et J Records sont fermés. Les artistes de ces labels intègrent RCA Records.

## liste d'artistes sous contrat
- Ahmad Belvin
- Alicia Keys
- Annie Lennox
- BC Jean
- Baby Bash
- Bailey
- Barry Manilow
- Black Buddafly

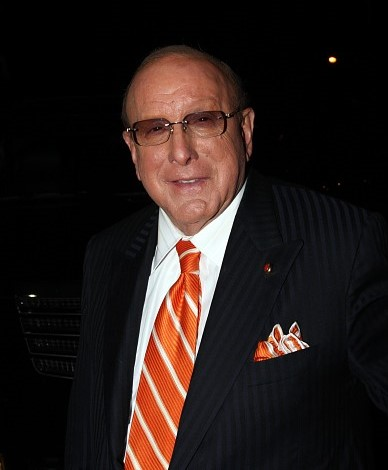
Clive Davis, créateur de J-Arista Records.

- Boxie
- C Ride
- CJ
- D'Angelo
- Daniel Merriweather
- Dido
- Fantasia
- Gavin DeGraw
- Hurricane Chris
- Inward Eye
- Jack Splash
- Jamie Foxx
- Jazmine Sullivan
- Jennifer Hudson
- Krista
- Leona Lewis
- Mario
- Mike Posner
- Monica
- Nina Sky
- One Chance
- Paula DeAnda
- Pitbull
- Rod Stewart
- Carlos Santana
- Sarah McLachlan
- Say Anything (Doghouse/J)
- Whitney Houston
- Yo Gotti